# Non x soldi (EP)
Non x soldi è il secondo EP del cantautore italiano AKA 7even, pubblicato il 2 maggio 2025 con doppia etichetta Columbia Records e Sony Music.

## Descrizione
Il progetto discografico, annunciato il 22 aprile 2025, si compone di sette tracce, scritte dallo stesso cantautore con la collaborazione di autori e produttori, tra cui Umberto Odoguardi, in arte Junior K, e Noya. Dall'EP è stato estratto il singolo omonimo, in collaborazione con Junior K e pubblicato in concomitanza all'uscita del disco. Il 27 giugno è uscito il singolo Ragione e follia, insieme a Tormento e Junior K e inserito nella riedizione digitale del disco.

## Tracce
1. In una lacrima – 2:50 (testo: Luca Marzano, Alessandro Caiazza, Vito Petrozzino – musica: Luca Marzano, Mattia Villano, Umberto Odoguardi)
2. Male – 2:39 (testo: Luca Marzano, Alessandro Caiazza, Vito Petrozzino – musica: Luca Marzano, Mattia Villano, Umberto Odoguardi)
3. Stripper (con Junior K) – 2:43 (testo: Luca Marzano, Alessandro Caiazza, Vito Petrozzino – musica: Mattia Villano, Umberto Odoguardi)
4. Non x soldi (con Junior K) – 2:39 (testo: Luca Marzano, Alessandro Caiazza, Vito Petrozzino – musica: Luca Marzano, Mattia Villano, Umberto Odoguardi)
5. Sentimento criminale – 2:47 (testo: Luca Marzano, Alessandro Caiazza, Vito Petrozzino – musica: Mattia Villano, Vincenzo Centrella, Umberto Odoguardi)
6. Cattiva idea (feat. Edonico) – 3:05 (testo: Luca Marzano, Alessandro Caiazza, Nicolò Anese, Vito Petrozzino – musica: Luca Marzano, Mattia Villano, Umberto Odoguardi)
7. Mi manchi 2 – 2:17 (testo: Luca Marzano, Alessandro Caiazza, Vito Petrozzino – musica: Luca Marzano, Mattia Villano, Umberto Odoguardi)

Traccia bonus della riedizione digitale
1. Ragione e follia (con Tormento e Junior K) – 3:12 (testo: Luca Marzano, Massimiliano Cellamaro, Alessandro Caiazza, Vito Petrozzino – musica: Mattia Villano, Umberto Odoguardi)